# 孙夏玲
孙夏鈴（1990年9月6日—），本名吴邓秋江，越南歌手、词曲作者、音乐制作人、舞蹈演员，毕业于惠灵顿维多利亚大学，其父亲是人民艺术家吴邓强。
2024年4月，孙夏鈴宣布参加中国芒果TV女性音乐竞演真人秀《乘风2024》。

## 主要经历
- 2008年，参加《Cleverlearn Superstar》，获得第一名[2]
- 2012年，参加《Kpop Star Hunt》越南版第二季，获得亚军，之后在韩国版的《Kpop Star Hunt》中跻身16强[3][4]
- 2014年，以女子团体LIME成员身份参加《越南之星》（Ngôi sao Việt），获得季军[5]
- 2015年，正式以“孙夏鈴”艺名出道，出道作品《默默陪着你》（Âm thầm bên em）[6]
- 2018年，孙夏鈴离开经纪公司，开始独立歌手生涯。同年推出代表作《寻找爱情》（Đi tìm người yêu）[7]
- 2024年，孙夏鈴参加中国芒果TV女性音乐竞演真人秀《乘风2024》[8]